# Walda Gang
Walda Gang je česká rocková skupina, kterou založil zpěvák skupiny Harlej Vláďa Šafránek po smrti Waldemara Matušky. Je zaměřená na rockové předělávky skladeb Waldemara Matušky a dalších známých českých i zahraničních písní.
Skupina přezpívala nejen písně od Waldemara Matušky (Eldorádo, Slavíci z Madridu, Čert ví), ale také píseň Hudsonské šify od Wabiho Daňka, Pověste ho vejš od Michala Tučného a také píseň Bad Touch od Bloodhound Gang (v českém originále pod názvem Opičáci).
Od června 2016 měl Vláďa Šafránek zdravotní problémy, pro které ho nahradil zpěvák Miro Šmajda. Vláďa Šafránek v září 2018 zemřel.

## Diskografie
- nebeští jezdci (2003)
- ELDORADO (2007)
- SVAŘÁK hop hej (2012)
- je tu LÉTO (2018)

| Rok  | Singl               | Umístění | Umístění |
| Rok  | Singl               | Top 100  | Top 50   |
| ---- | ------------------- | -------- | -------- |
| 2009 | Eldorádo“           | 6        | 1        |
| 2009 | „Slavíci z Madridu“ | 20       | 3        |
| 2012 | „Hudsonské šify“    | 28       | 7        |
| 2012 | „Pověste ho vejš“   | 11       | 1        |
| 2012 | „Opičáci“           | 82       | 20       |
| 2013 | „Čert Ví“           | 20       | 21       |
| 2016 | „Asi se mi stejská“ | 20       | 30       |
| 2018 | „Na jednu noc“      | 20       | 25       |

## Členové

#### Současní členové
- Miro Šmajda – zpěv
- Pavel "Buřt" Pásek – baskytara, zpěv, banjo
- Michal "Myšák" Hladůvka – 1. kytara
- Marcus Benois Tran – 2. kytara, zpěv
- Richard "Richie" Scheufler Jr. – bicí
- Tomáš "Atom" Brychta – zpěv, show
- Martin Švejda – zpěv, show
- Štěpán Benda – 2. kytara, 3. kytara, baskytara, banjo
- Johnny Jay Sorum – 2. kytara, 3. kytara
- Ondřej Martínek – 3. kytara

#### Bývalí členové
- Vláďa Šafránek – zpěv
- Vladimír "Walda" Nerušil – zpěv
- Václav Upír Krejčí - zpěv, tanec, bicí
- Jiří Stivín Jr. – bicí
- Robert Rosenberg - zpěv, tanec
- Jakub Mohamed Ali - rap
- Jan "Jafar" Filipenský - zpěv, tanec
- Milan "Segretario" Sekretář – zpěv, tanec
- Jaromír "Yarda" Helešic – 3. kytara
- Josef "Josie" Vařeka – 3. kytara
- Radek "Vopičák" Bulva - zpěv, tanec
- Milivoj "Milda" Libra – zpěv, tanec
- Radek "Leepa" Sedláček  - kytara
- Jan Tleskač - zpěv, tanec
- Slávek Janda
- Luděk Kočár
- Martin Volák
- Štěpán Čert
- Vláďa Gorgel
- Jiří "Monti" Horák[nepřesný odkaz]
- Tom "Kulínský" Grubl